# Mission Iwakura
 (juillet 2019).
Si vous disposez d'ouvrages ou d'articles de référence ou si vous connaissez des sites web de qualité traitant du thème abordé ici, merci de compléter l'article en donnant les références utiles à sa vérifiabilité et en les liant à la section « Notes et références ».

Mission Iwakura (avec Iwakura Tomomi en kimono).

La mission Iwakura, aussi nommée ambassade Iwakura (岩倉使節団, Iwakura shisetsudan) est une mission diplomatique japonaise envoyée dans les pays occidentaux en 1871 pendant la période Meiji. Les membres de cette ambassade avaient pour tâche d'observer certains domaines scientifiques et sociaux après une longue période d'isolement. Leur savoir serait ensuite utilisé pour contribuer à un développement étatique moderne. Ce projet fut proposé pour la première fois par Guido Verbeck, un missionnaire ingénieur néerlandais influent.

## Composition

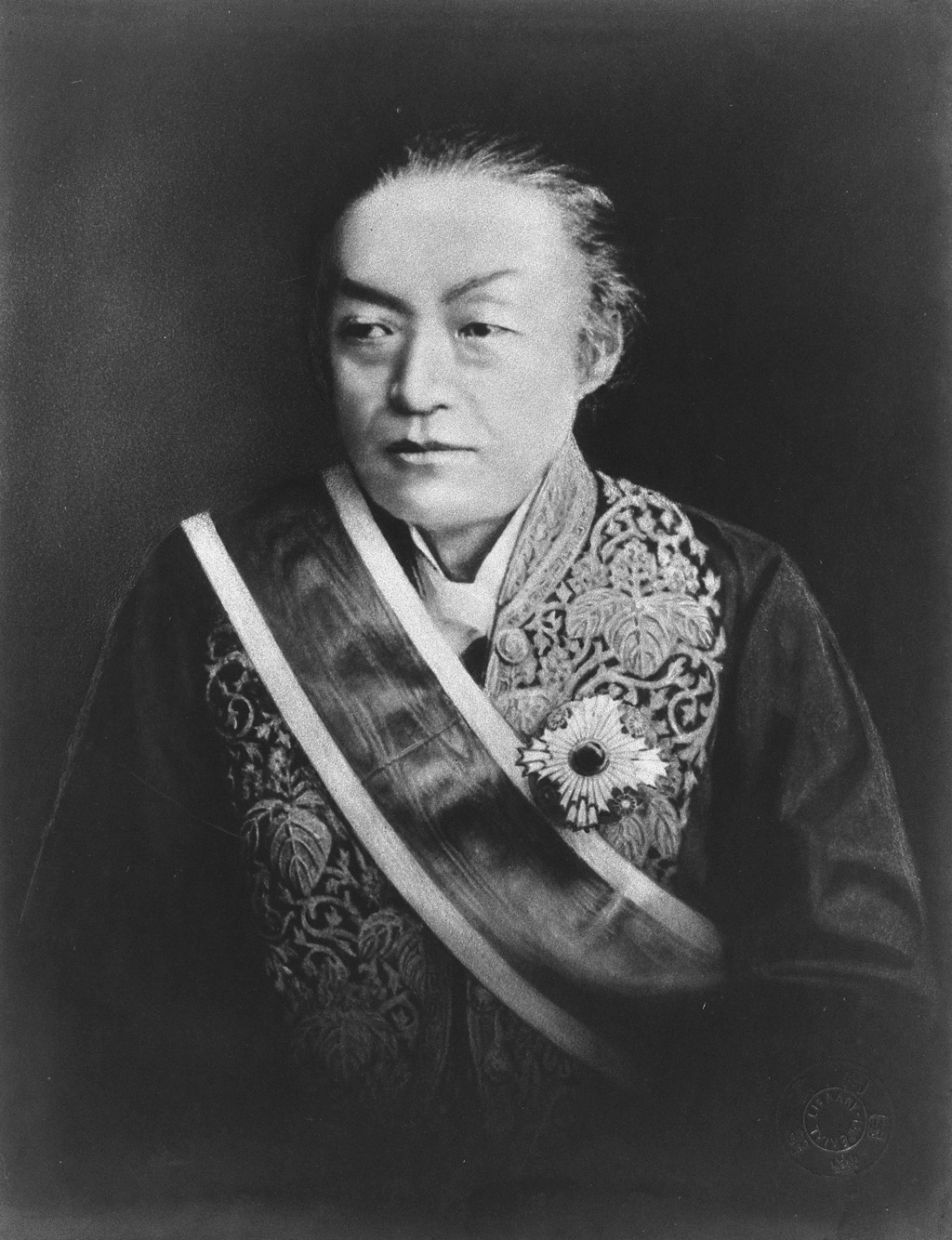
Tomomi Iwakura.

Le chef de la mission Iwakura était Tomomi Iwakura, ministre des affaires politiques. Il avait le rôle d'ambassadeur, assisté par quatre vice-ambassadeurs dont Ōkubo Toshimichi, Kido Takayoshi et Itō Hirobumi. L'historien Kume Kunitake avait pour fonction de répertorier les événements et impressions. L'équipe comportait 48 administrateurs et enseignants supplémentaires.
En plus de cette équipe, 60 étudiants furent envoyés. Ils restèrent parfois après la fin de la mission pour compléter leur éducation. Parmi eux, cinq jeunes femmes allèrent aux États-Unis dont Tsuda Umeko qui fonda à son retour en 1900 la fameuse école appelée aujourd'hui « Collège Tsuda ».
Kaneko Kentarō resta lui aussi aux États-Unis et rencontra plus tard Theodore Roosevelt. Ils devinrent amis ce qui amena naturellement Kaneko à prendre le rôle de médiateur à la fin de la guerre russo-japonaise pour le traité de Portsmouth.
Chōmin Nakae, membre de l'équipe rattaché au ministre de la justice, resta en France où il étudia le système judiciaire, mais aussi la philosophie (en particulier Jean-Jacques Rousseau). Il devint un journaliste et écrivain politique célèbre à son retour.

## Itinéraire
Départ de Yokohama le 23 décembre 1871, San Francisco, Washington, D.C., Angleterre, France, Belgique, les Pays-Bas, Russie, Empire allemand, Danemark, Suède, Autriche, Italie et Suisse.
Au retour, ils visitèrent aussi : l'Égypte, Aden, Ceylan (actuel Sri Lanka), Singapour, Saïgon, Hong Kong et Shanghai.
Ils rentrèrent le 13 septembre 1873, deux ans après leur départ.

## Buts et résultats
Les buts de la mission étaient de deux types :
- politique : la renonciation de traités défavorables au Japon, imposés par les États-Unis, l'Angleterre et d'autres pays occidentaux.
- scientifique : rassembler des informations sur l'éducation, les technologies, les cultures, les sciences militaires, sociales et économiques des pays visités dans le but de la modernisation du Japon. Le programme comprenait : les écoles, bibliothèques, musées, galeries d'art, jardins botaniques, industries, mines, arsenaux, chantiers navals, banques et chambres de commerce.

Le premier but de la mission fut un échec considérable, augmentant le temps prévu de la mission. Cette prolongation permit un meilleur rendement de la deuxième partie de la mission. Par contre, l'échec politique fut la cause de frictions entre le gouvernement et la mission. D'un autre côté, les avancées de l'Occident impressionnèrent tellement les membres de la mission, qu'ils prirent de nombreuses initiatives pour la reconstruction du Japon. 
Cinq ans après le retour de la mission, Kume publia un compte rendu de la mission en 5 tomes sous le nom de Tokumei zenken taishi : Beiô kairan jikki ("Un vrai rapport sur le voyage d'observation à travers les États-Unis et l'Europe de l'ambassadeur extraordinaire et plénipotentiaire").